# Demashita! Powerpuff Girls Z
Demashita! Powerpuff Girls Z (出ましたっ!パワパフガールズZ, Demashita! Pawapafu Gāruzu Zetto, They're Here! Powerpuff Girls Z) is een Japanse animeserie, gebaseerd op de Amerikaanse animatieserie The Powerpuff Girls. De serie is een geproduceerd door Cartoon Network, Toei Animation en Aniplex. De serie telt in totaal 52 afleveringen. Tevens bestaat er een manga over de serie.
Craig McCracken, de bedenker van The Powerpuff Girls, was niet direct betrokken bij de serie.

## Achtergrond
De serie geeft een geheel nieuwe draai aan het concept van The Powerpuff Girls, en brengt een hoop veranderingen aan ten opzichte van de Amerikaanse serie. Zo zijn de Girls in deze serie aanvankelijk drie gewone meisjes die door een ongeluk superkrachten krijgen. Ze zijn ook niet langer elkaars zussen en niet de dochters van professor Utonium. Verder hebben ze allemaal een eigen wapen en kunnen ze veranderen van hun normale gedaante naar hun superheldengedaante.
De serie liep van 1 juli 2006 tot 30 juni 2007 op TV Tokyo. De serie telt 52 afleveringen.

## Plot
Wanneer Tokio wordt bedreigd door een enorme gletsjer als gevolg van klimaatverandering, gebruiken professor Utonium en zijn zoon Ken Kitazawa een substantie genaamd Chemical Z om de gletsjer op te blazen. De explosie laat echter een aantal witte lichtstralen en een hoop zwarte lichtstralen ontsnappen uit de gletsjer.
De witte lichtstralen raken drie meisjes, Momoko, Miyako en Kaoru, welke hierdoor superkrachten verkrijgen. De zwarte lichtstralen raken in de loop van de serie verschillende mensen, dieren en voorwerpen, die hierdoor in monsters veranderen. Een van de eerste die getroffen wordt is een aap uit de dierentuin van Tokio. Hij verandert hierdoor in de kwaadaardige Mojo Jojo.
Momoko, Miyako, en Kaoru bevechten al deze monsters als de Powerpuff Girls Z. Ze nemen de bijnamen Hyper Blossom (Momoko), Rolling Bubbles (Miyako) en Powered Buttercup (Kaoru) aan. Ze maken de meeste van de monsters en schurken weer normaal door het effect van de lichtstralen terug te draaien.
Later in de serie wordt meer onthuld over de lichtflitsen. Ze blijken toe te behoren aan een demonisch wezen dat door iedereen Hem wordt genoemd daar niemand zijn echte naam uit durft te spreken. Hij terroriseerde eeuwen terug het oude Edo maar werd toen verslagen door drie superhelden gelijk aan de hedendaagse Powerpuff Girls Z genaamd de Ōedo Chakichaki Musume. Ze sloten hem op en namen hem zijn krachten af. Deze krachten werden opgeborgen in een doos, maar zijn recentelijk weer vrijgekomen en veroorzaakten zo de gletsjer. De explosie van de gletsjer heeft zijn krachten verspreid over de wereld. Door toedoen van de zwarte lichtflitsen kan Hem ontsnappen. Hij wordt de Girls’ grootste tegenstander.

## Personages

### Powerpuff Girls Z
De Powerpuff Girls Z zijn de drie helden van de serie. Ze zijn alle drie 13 jaar oud. Ze hebben hun krachten verkregen door de witte lichtflitsen die vrijkwamen uit de exploderende gletsjer. Ze houden hun superheldenidentiteiten geheim voor hun familie en kennissen.
- Momoko Akatsutsumi (赤堤ももこ, Akatsutsumi Momoko)/Hyper Blossom (ハイパー・ブロッサム, Haipā Burossamu): de leider van de drie. Haar wapen is een jojo. Ze houdt van jongens en is een otaku. Ze is tevens erg bekend met het maho shojo-genre, en enkele anime/super sentai concepten. Ze maakt dan ook vaak vergelijkingen tussen haar eigen ervaringen als held en wat ze van anime kent. Ze houdt tevens erg van snoep.
- Miyako Gotokuji (豪徳寺みやこ, Gōtokuji Miyako)/Rolling Bubbles (ローリング・バブルス, Rōringu Baburusu): de tweede van de girls. Haar wapen is een bellenblaas. In tegenstelling tot de Bubbels uit de originele serie, is Miyako behoorlijk volwassen voor haar leeftijd. Wel heeft ze vaak pas als laatste door wat er gaande is. Ze is erg vriendelijk en beleefd en houdt van winkelen.
- Kaoru Matsubara (松原かおる, Matsubara Kaoru)/Powered Buttercup (パワード・バターカップ, Pawādo Batākappu): het derde en laatste lid van de Powerpuff Girls Z. Ze is een tomboy die een hekel heeft aan meisjeskleding, met name rokjes. Ze is ontworpen naar het model van Ranma 1/2's tomboy Akane Tendo. Ze wordt makkelijk kwaad. Ze is het meest atletische meisje van haar school. Ze blinkt vooral uit in voetbal. Haar wapen is een hamer.

### Bondgenoten
- Professor Utonium (ユートニウム博士, Yūtoniumu-Hakase): de uitvinder van Chemical X en mentor van de Girls. Hij heeft een zoon genaamd Ken. Hij doet in de serie een aantal uitvindingen, waaronder een machine die het effect van de zwarte lichstralen kan teruggedraaien. Deze werkt echter niet bij alle slachtoffers van de zwarte lichtstralen. Hij behandelt de meisjes als familieleden en heeft verder goede banden met de burgemeester en Miss Bellum.
- Ken Kitazawa (北沢ケン, Kitazawa Ken): de achtjarige zoon van Professor Utonium. Hij is een wonderkind die zijn vader al bij vrijwel elk wetenschappelijk onderzoek kan bijstaan. Hij is vermoedelijk gebaseerd op het personage Dexter uit de Amerikaanse animatieserie Dexter's Laboratory. Hij ziet de Girls als oudere zussen. Zijn moeder werkt in een ruimtestation.
- Peach (ピーチ, Pīchi): een robothond die dienstdoet als huisdier van Ken. Hij werd ook getroffen door een witte lichtstraal, en verkreeg zo de gave om te spreken. Tevens nam zijn intelligentie hierdoor fors toe.
- Mr Mayor/Mayor Mayer (メイヤー市長, Meiyā Shichō): de burgemeester van Tokio. In tegenstelling tot zijn tegenhanger uit de Amerikaanse serie heeft hij een normale lengte en is competenter. Wel vertoont hij soms kinderlijk gedrag. Hij roept de Girls vaak op als er problemen zijn.
- Miss Bellum (ミス・ベラム, Misu Beramu): de secretaresse van de burgemeester. De running gag dat men haar gezicht nooit te zien krijgt is overgenomen in deze serie. Ze is het brein achter de meeste plannen van de burgemeester.

### Schurken
De meeste schurken in de serie waren ooit alledaagse voorwerpen, dieren of mensen, die door invloed van de zwarte lichtstralen (en later door het zwarte poeder van Hem) veranderen in monsters. Het zwarte licht wordt vooral aangetrokken door mensen, dieren en voorwerpen met sterke negatieve gevoelens. De meeste worden na hun eerste confrontatie met de Girls weer normaal gemaakt door de machine van professor Utonium, en doen derhalve maar een 1 aflevering mee. Regelmatig terugkerende schurken zijn:
- Mojo Jojo (モジョ・ジョジョ, Mojo Jojo): het eerste slachtoffer van de zwarte lichtstralen en een van de primaire antagonisten in de serie. Hij was een aap die vaak werd mishandeld door bezoekers van de dierentuin. Het zwarte licht heeft hem enorm intelligent gemaakt. Hij vertrouwt het meest op machines en robots die hij zelf maakt. Hij is tevens de schepper van de Rowdyruff Boys.
- Fuzzy Lumpkins (ファジー・ラムキンス, Fajī Ramukinsu): een vreemd roze wezen waarvan niet bekend is wat hij was voor het zwarte licht hem trof. Hij is erg brutaal en houdt er niet van als men aan zijn spullen komt. Hij beschouwt alles wat hij aanraakt als zijn eigendom.
- Himeko Shirogane (白金姫子, Shirogane Himeko): de Powerpuff Girls Z-versie van Princess. Ze is een verwaand meisje dat continu aandacht zoekt van haar klasgenoten. Het zwarte licht heeft deze eigenschappen alleen maar versterkt en haar psychotisch gemaakt. Ze beschikt over krachten gelijk aan die van de Girls.
- Sapphire (サファイア, Safaia): de kat van Shirogane, die ook getroffen is door de zwarte lichten. Hij kan de transformatie van Shirogane naar princess activeren.
- Amoeba Boys (アメーバボーイズ, Amēba BBōizu): drie grote amoeben. Ondanks hun naam bestaat de groep uit twee mannelijke en een vrouwelijk lid. Ze willen maar al te graag meetellen met de andere criminelen, maar slagen hier niet in daar ze alleen maar kleine vergrijpen plegen. Ze zijn ook niet erg sterk.
- Sakurako Kintoki (金時桜子, Kintoki Sakurako)/Sedusa (セデューサ, Sedyūsa): Sedusa is een meester in vermommen. Ze heeft lang zwart haar, waar ze volledige controle over heeft en kan vrijwel alle mannen ertoe verleiden datgene te doen wat zij graag wil. Sedusa is het alter-ego van Sakurako, een vriendin van de Girls.
- Gangreen Gang (ギャングリーンギャング, Gyangurīn Gyangu): een straatbende bestaande uit vijf tieners, die door de zwarte lichten allemaal een groene huid hebben gekregen. Ze veroorzaken continue problemen. Hoe ze ooit zijn blootgesteld aan de zwarte lichtstralen is niet bekend.
- Rowdyruff Boys (ラウディラフボーイズ, Raudirafu Bōizu): drie slechte mannelijke tegenhangers van de Girls. Hun namen zijn Brick (ブリック, Burikku), Boomer (ブーマー, Būmā) en Butch (ブッチ, Butchi). In tegenstelling tot de Girls waren zijn niet eerst normale jongens, maar zijn ze net als hun tegenhangers uit de Amerikaanse serie gemaakt uit verschillende voorwerpen en Chemical X. Ze zijn gemaakt door Mojo Jojo. De drie gedragen zich als een straatbende en in plaats van direct met de girls te vechten willen ze hen liever vernederen. Ze hebben totaal geen respect voor hun schepper, Mojo Jojo.
- Hem (カレ, Kare): een demonisch wezen dat eeuwen geleden Edo terroriseerde, maar toen werd verslagen door de Ōedo Chakichaki Musume. Hij lijkt op een harlekijnversie van de Hem uit de originele serie. Hij zit achter de zwarte lichtstralen en kan zelf ook een zwart poeder loslaten dat eveneens mensen verandert in monsters. Verder beschikt hij over een aantal bovennatuurlijke krachten, zoals hypnose, lange afstanden afleggen in een zwarte tornado, en het weer beïnvloeden. Hem is de sterkste van alle tegenstanders van de Girls. Zijn enige zwakte is zijn afkeer van kou. Zijn echte naam is zo angstaanjagend, dat niemand deze uit durft te spreken.

## Ontvangst
De serie werd niet al te best ontvangen door fans van de originele serie, vooral vanwege de vele aanpassingen in het concept. Bovendien was de animeserie een stuk minder gewelddadig qua opzet. Desondanks kreeg de film goede kritieken op onder andere Anime News Network website.